# 이노구치 다카시
이노구치 다카시(猪口孝, 1944년 1월 17일~2024년 11월 27일)는 일본의 국제정치학자이다.

## 학력
- 1959년 니가타 시립 요리이 중학교 졸업
- 1962년 니가타 현립 니가타 고등학교 졸업
- 1966년 도쿄 대학 교양학부 졸업
- 1968년 도쿄 대학 대학원 석사 과정 수료
- 1974년 미국 매사추세츠 공과대학교 철학박사 수료

## 경력
- 1969년 소피아대학교 외국어학부 연구원
- 1977년 도쿄 대학 동양문화연구소 준교수
- 1977년 ~ 1978년 제네바 대학교 국제학고등연구소 객원교수
- 1983년 ~ 1984년 하버드 대학교 국제문제연구소 방문학자
- 1986년 호주국립대학교 호주-일본 연구센터 선임연구원
- 1988년 도쿄 대학 동양문화연구소 교수
- 2000년 ~ 2002년 국제정치학회 일본회장
- 2004년 도쿄 대학 정치학 명예교수
- 2005년 주오 대학 법학부 교수(대학원 공공정책연구과 겸임)
- 2009년 니카타 현립 대학교 총장 (~2017년)

## 저서
- 외교태양의 비교연구 - 중국·영국·일본 (이와미나미도우쇼텐, 1978년)
- 국제경제학자의 구도 - 전쟁과 통상으로 보는 패권 성쇠의 궤적 (유비각, 1982년)
- 현대 일본정치경제의 구도 정부과 시장 (동양경제신문사, 1983년)
- 사회과학입문 지적무장의 권장 (중앙공론사, 1985년)
- 국제관계의 정치경제학 - 일본의 역할선택 (도쿄 대학 출판사, 1985년)
- 무임승차 - 국번영주의를 넘어 전환기의 세계와 일본 (동양경제신문사, 1987년)
- 국가와 사회 (도쿄대학 출판사, 1988년)
- 교섭, 동맹, 전쟁 - 동아시아의 국제정치 (도쿄 대학 출판사, 1990년)
- Japan's International Relations, (Printer, 1991년)
- 현대국제정치과 일본 50년 일본외교 (치쿠마쇼보, 1991년)
- 일본경제대국의 정치운명 (도쿄 대학 출판사, 1993년)
- 아시아 태평양의 종전정치 (아사히신문사, 1993년)
- Japan's Foreign Policy in an Era of Global Change (Pinter, 1993년)
- 세계 변동의 견해 (치쿠마쇼보, 1994년)
- 정치학자의 메티에 (치쿠마쇼보, 1996년)
- 미국 대통령의 정의 (NTT출판, 2000년)
- Global Change: A Japanese Perspective (Palgrave, 2001년)
- 지구정치의 구상 (NTT출판, 2002년)
- 아시아·태평양세계 (치쿠마쇼보, 2002년)
- 현대 일본정치의 기충 (NTT출판, 2002년)
- 일본정치의 특이과 보편 (NTT출판, 2003년)
- 국민의식과 글로벌리즘 - 정치문화의 국제분석 (NTT출판, 2004년)
- Japan Politics: An Introductuion (Trasns Pacific Press, 2005년)
- 잠자리과 청대공론 무엇이 꿈을 이룰까 (니시무라 쇼텐, 2007년)
- 시리즈 국제경제론(5) 국제관계론의 계보 (도쿄 대학 출판사, 2007년)
- 영어의 도구력 (니시무라 쇼텐, 2008년)
- 담뽀뽀의 생활 방식 (니시무라 쇼텐, 2009년)
- 일본정치의 수수께기 도쿠가와 모델을 버리지 못하는 일본인 (니시무라 쇼텐, 2010년)
- 실증 정치학 구축의 길 시리즈 "자전" My life mt world (미네루부쇼보, 2011년)
- 현대경제학 총서 2: 거버넌스 (도쿄 대학 출판사, 2012년)
- 인생을 헤맬 때의 자기 나침반 - 오감·육감을 닦아라 (니시무라 쇼텐, 2012년)
- 데이터로 읽는 아시아의 행복도 - 삶의 질 국제비교 (이와나미 쇼텐, 2014년)
- 정치이론 미네르바 서방 "Minerva 정치학총서" (2015년)
- Exit, Voice and Loyalty in Asia: Individual Choice Under 32 Asian Societal Umbrellas (Springer Singapore, 2017년)
- 실력대학을 어떻게 만들 것인가 - 어느 대학 개혁시도 (오비린 대학 출판회, 2021년)
- Typology of Asian Societies: Bottom-Up Perspective and Evidence-Based Approach (Springer Singapore, 2022년)

## 사망
2024년 11월 27일 도쿄도 분쿄구 고이시카와의 자택 맨션에서 화재가 발생해 두 구의 시신이 발견되었다. 아내 쿠니코와 차녀는 외출 중이어서 화를 면했지만, 이 시점에서 이노구치 타카시와 33세 장녀와 연락이 닿지 않았고, 시신의 신원 확인 작업이 계속되었다. 같은 해 12월 1일 경시청은 발견된 시신이 이노구치 타카시와 장녀임을 확인했다고 발표했다. 향년 80세. 경시청에 따르면 사인은 화재로 인한 소사(焼死)이며, 발화 지점은 응접실로 추정된다. 현장의 소손(焼損)이 심해 화재 원인은 특정되지 않았으나, 실화(失火) 가능성이 있다고 지적되고 있다.

## 가족 관계
- 배우자: 이노구치 쿠니코(猪口邦子, 1952년 5월 3일 ~ )
  - 슬하 장녀(1991년~2024년 11월 27일), 차녀(1991년~생존) - 쌍둥이